# Catoblemma trigonographa
Catoblemma trigonographa är en fjärilsart som beskrevs av Turner 1936. Catoblemma trigonographa ingår i släktet Catoblemma och familjen nattflyn. Inga underarter finns listade i Catalogue of Life.